# 灰熊之夜
《灰熊之夜》（Night of the Grizzlies）是傑克·奧爾森（Jack Olsen）的著作，詳細描述了1967年8月13日夜間發生的一系列事件。當時，兩名年輕女子在美國蒙大拿州冰河國家公園分別遭到灰熊攻擊致死。兩名19歲女孩分別是來自明尼蘇達州艾伯特利的茱莉亞·赫爾格森，來自加利福尼亞州聖地亞哥的蜜雪兒·昆斯，她們均因傷勢過重而死亡。

## 過程
8月12日至13日夜間閃電頻頻，有人猜測熊是被暴風雨天氣驚擾了。其他專家則認為熊可能把睡袋誤認為是食物容器。
據報道，第一起襲擊事件發生在午夜時分，地點是花崗岩公園木屋 (Granite Park Chalet )。當時茱莉亞·赫爾格森（Julie Helgeson）和男友羅伊·杜卡特（Roy Ducat）在距離木屋約0.40公里的地方露營；赫爾格森和杜卡特都受僱於冰川公園旅館（Glacier Park Lodge）。他們的營地靠近熊啃食木屋垃圾留下的痕跡。杜卡特被赫爾格森叫醒，赫爾格森低聲說附近有頭熊，他們應該盡量保持靜止；儘管如此，熊還是靠近他們，咬傷了他們倆。當熊轉身離開杜卡特轉向赫爾格森時，他跑向附近的一群露營者尋求幫助；熊在赫爾格森尖叫時將她拖進了樹林。雖然她最終在距離原營地120公尺（400英尺）的地方被發現還活著，但她後來因傷勢過重在木屋不治身亡。
第二起攻擊事件發生在凌晨4點左右，地點在鱒魚湖（Trout Lake）；蜜雪兒·昆斯（Michele Koons）和四個朋友在那裡露營，他們五人都在麥當勞湖旅館工作。該地區是一隻母熊的領地，這隻熊以凱利營地的垃圾為食。凱利營地是一座私人設施，在公園建立之前就已存在，位於麥當勞湖北端附近；這隻熊被描述為“不太正常”，並且在襲擊發生前一周追趕過一群女童子軍。一名露營者醒來時發現熊在嗅她的睡袋，但她一動不動，熊也離開了；當熊調查蜜雪兒·昆斯時，昆斯醒來並尖叫起來；其他四名露營者爬樹逃脫，但昆斯睡袋的拉鍊卡住了，熊把她拖到了離營地大約300英尺（91 公尺）的地方。受驚的露營者在樹上待了兩個多小時，並在黎明時分跑到最近的護林站報告了襲擊事件。
公園管理人員下令，護林員全副武裝，有權射殺在鱒魚湖和花崗岩公園小屋發現的灰熊。截至8月14日星期一，共有4隻熊被射殺；前兩隻習慣於翻找花崗岩公園小屋的垃圾，於8月13日被擊斃。8月14日，兩名護林員在鱒魚湖附近的護林站射殺了一隻熊；屍檢結果確認，這隻熊就是殺死蜜雪兒·昆斯的那隻熊。這隻熊瘦弱不堪，牙齦裡還有玻璃渣。最後一隻熊在小屋被擊斃；這是一頭帶著兩隻幼崽的母熊，由於爪子上有血，她被認為殺死茱莉亞·赫爾格森。在射擊過程中，其中一隻幼崽受傷，但逃脫了。

## 出版
灰熊之夜文本最初於1969年5月作為《體育畫報》的三部分文章《灰熊謀殺案》發表。

## 外部連結
- Olsen, Jack. . Sports Illustrated. May 12, 1969: 38–54.
- Olsen, Jack. . Sports Illustrated. May 19, 1969: 44–60.
- Olsen, Jack. . Sports Illustrated. May 26, 1969: 36–58.